# Orden General N.º 11 (1863)

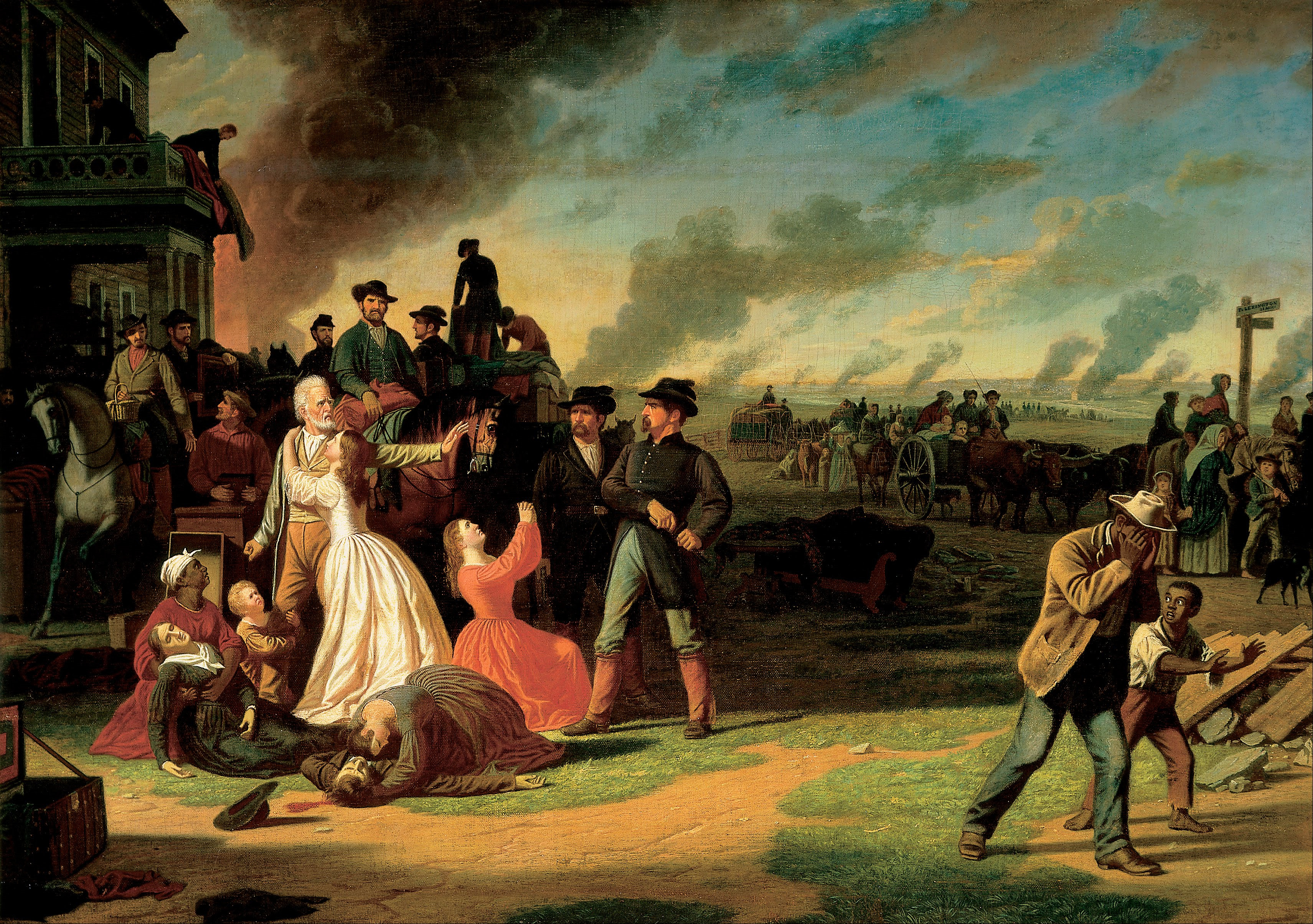
Pintura de George Caleb Bingham de la Orden General No 11. En esta famosa obra, el general Thomas Ewing está sentado sobre un caballo mirando a los Red Legs (Ver más abajo)

La Orden General No. 11 es el título de una directiva del Ejército de la Unión emitida durante la Guerra de Secesión estadounidense el 25 de agosto de 1863, que obligaba a la evacuación de áreas rurales en cuatro condados en el oeste de Misuri. La orden, emitida por el general de la Unión Thomas Ewing, Jr., afectó a todos los residentes rurales independientemente de su lealtad. A quienes pudieron demostrar su lealtad a la Unión se les permitió permanecer en el área afectada, pero tuvieron que abandonar sus granjas y trasladarse a comunidades cercanas a los puestos de avanzada militares. Aquellos que no pudieron hacerlo tuvieron que abandonar el área por completo.
Si bien se pretendía privar a las guerrillas confederadas del apoyo material del campo, la severidad de las disposiciones de la Orden y la naturaleza de su aplicación alienaron a un gran número de civiles y, en última instancia, condujeron a condiciones en las que las guerrillas recibieron mayor apoyo y acceso a suministros. que antes. Fue derogado en enero de 1864, cuando un nuevo general tomó el mando de las fuerzas de la Unión en la región.
Más de 140 años después, las ciudades afectadas por la Orden General No. 11 aún están menos desarrolladas que sus vecinos.

## Origen y disposiciones del pedido
La Orden No. 11 se emitió cuatro días después de la Masacre de Lawrence del 21 de agosto, un asesinato en represalia de hombres y niños encabezado por el líder de los bushwhackers confederados William Quantrill. El Ejército de la Unión creía que las guerrillas de Quantrill recibían su apoyo de la población rural de cuatro condados de Misuri en la frontera de Kansas, al sur del río Misuri. Estos fueron: Bates, Cass, Jackson y parte de Vernon. Tras la matanza de Lawrence, las fuerzas federales estaban decididas a poner fin a tales incursiones e insurgencia por cualquier medio necesario, sin importar el costo que pudiera tener para los civiles inocentes. Por lo tanto, el general Thomas Ewing, que había perdido a varios amigos de toda la vida en la redada, emitió la Orden No. 11. El decreto de Ewing ordenó la expulsión de todos los residentes de estos condados, excepto los que vivían dentro de una milla de los límites de la ciudad de Independence, Hickman Mills, Pleasant Hill y Harrisonville. El área de Kansas City, Misuri al norte de Brush Creek y al oeste del Blue River, conocida como "Big Blue" en la orden, también se salvó.
El presidente Abraham Lincoln aprobó la orden de Ewing, pero advirtió que los militares deben tener cuidado de no permitir la aplicación de los vigilantes. Esta advertencia fue casi invariablemente ignorada. Ewing había emitido su orden un día antes de recibir una directiva casi idéntica de su superior, el general de división John Schofield. Mientras que el decreto de Ewing trató de distinguir entre civiles pro-Unión y pro-Confederados, el de Schofield no permitió excepciones y fue significativamente más severo. Se permitió que la orden de Ewing se mantuviera, y Schofield la describiría más tarde como "sabia y justa; de hecho, una necesidad".

## Texto de la Orden General No 11
Orden general № 11.
Sede Distrito de la Frontera,
Kansas City, 25 de agosto de 1863.
1. Todas las personas que viven en los condados de Jackson, Cass y Bates, Missouri, y en la parte de Vernon incluida en este distrito, excepto las que viven dentro de una milla de los límites de Independence, Hickman's Mills, Pleasant Hill y Harrisonville, y excepto a los que se encuentran en esa parte del municipio de Kaw, condado de Jackson, al norte de Brush Creek y al oeste de Big Blue, se les ordena que se retiren de sus lugares de residencia actuales dentro de los quince días siguientes a la fecha del presente.
Aquellos que dentro de ese tiempo demuestren su lealtad a satisfacción del comandante del puesto militar cercano a su actual lugar de residencia, recibirán de él un certificado que acredite su lealtad, y los nombres de los testigos que puedan demostrarla. . A todos los que reciban dichos certificados se les permitirá trasladarse a cualquier estación militar en este distrito, o a cualquier parte del estado de Kansas, excepto a los condados de la frontera este del estado. Todos los demás se retirarán del distrito. Los oficiales que comandan compañías y destacamentos que sirven en los condados nombrados se asegurarán de que este párrafo se obedezca de inmediato.
2. Todo el grano y el heno en el campo o bajo refugio, en el distrito del que los habitantes deben retirar, que estén al alcance de las estaciones militares después del 9 de septiembre próximo, serán llevados a esas estaciones y entregados a los oficiales correspondientes. allí e informe de la cantidad entregada a la sede del distrito, especificando los nombres de todos los propietarios leales y la cantidad de dicho producto que se les quitó. Todo el grano y el heno que se encuentre en dicho distrito después del día 9 de septiembre próximo, que no sea conveniente para tales estaciones, será destruido.
3. Las disposiciones de la Orden General No. 10 de esta sede serán inmediatamente ejecutadas enérgicamente por los oficiales al mando en las partes del distrito y en la estación que no estén sujetas a las operaciones del párrafo 1 de esta orden, y especialmente los pueblos de Independencia. , Westport y Kansas City.
4. Se deroga el párrafo 3 de la Orden General No. 10 en cuanto a todos los que hayan portado armas contra el Gobierno en el distrito desde el día 20 de agosto de 1863.
Por orden del general de brigada Ewing.
H. Hannahs, adjunto general.

## Ejecución de la orden

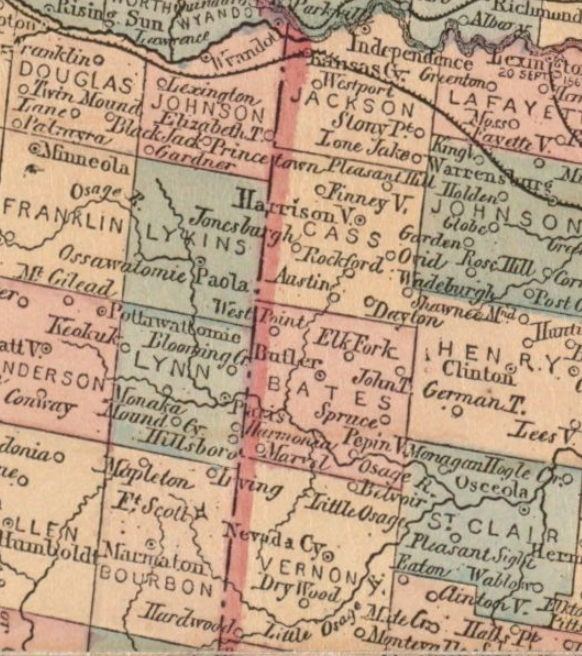
Distrito quemado de Misuri, Jackson, Cass, Bates y la parte norte de los condados de Vernon, afectados por la Orden General No 11

La Orden No. 11 no solo tenía la intención de retrasar las depredaciones pro-sureñas, sino también limitar la actividad de los vigilantes pro-Unión, que amenazaba con salirse de control. Kansas se apoderó de una inmensa ira tras la redada de Quantrill. Por lo tanto, Ewing no solo estaba lleno de asaltantes confederados; también tuvo problemas con los unionistas Jayhawkers, encabezados por el senador radical de Kansas James Lane.
Convencido de que Ewing no estaba tomando represalias suficientes contra los habitantes de Misuri, Lane amenazó con llevar una fuerza de Kansas a Misuri, arrasando los cuatro condados nombrados en el decreto de Ewing y más. El 9 de septiembre de 1863, Lane reunió a casi mil habitantes de Kansas en Paola, Kansas, y marchó hacia Westport, Misuri, con la mirada puesta en la destrucción de esa ciudad a favor de la esclavitud. Ewing envió varias compañías de su antigua Undécima Infantería de Kansas (ahora montada como caballería) para detener el avance de Lane, con fuerza, si era necesario. Frente a esta fuerza federal superior, Lane finalmente retrocedió.
La Orden No. 11 estaba parcialmente destinada a castigar a los habitantes de Misuri con simpatías pro-rebeldes, sin embargo, muchos residentes de los cuatro condados nombrados en las órdenes de Ewing eran pro-Unión o neutralistas en sentimiento. En realidad, las tropas de la Unión actuaron con poca deliberación; se mataron animales de granja y la propiedad de la casa fue destruida o robada; casas, graneros y dependencias fueron quemados hasta los cimientos. Algunos civiles fueron ejecutados sumariamente, algunos de hasta setenta años de edad.
Los cuatro condados de Ewing, Jackson, Cass, Bates y la parte norte de Vernon, se convirtieron en una devastada "tierra de nadie", con solo chimeneas carbonizadas y rastrojos quemados que mostraban dónde habían estado las casas y las prósperas comunidades, lo que le valió el sobrenombre de "The Burnt District". " El historiador Christopher Philips escribe: "El desplazamiento de la población resultante y la destrucción de la propiedad (para que no caiga en manos rebeldes) provocó el apodo de" Distrito Quemado ", como una descripción adecuada de la región". esta área debido a la Orden No. 11.
Ewing quería demostrar que las fuerzas de la Unión tenían la intención de actuar enérgicamente contra Quantrill y otros bushwhackers, haciendo así innecesarias las acciones de los vigilantes (como la contemplada por Lane) y evitando así su ocurrencia, lo que Ewing estaba decidido a hacer a toda costa. Ordenó a sus tropas que no participaran en saqueos u otras depredaciones, pero finalmente fue incapaz de controlarlos. La mayoría de las tropas eran voluntarios de Kansas, que consideraban a todos los habitantes de los condados afectados como rebeldes con propiedades sujetas a confiscación militar.
Aunque las tropas federales finalmente quemaron la mayoría de las granjas y casas periféricas, no pudieron evitar que los confederados adquirieran inicialmente grandes cantidades de alimentos y otros materiales útiles de las viviendas abandonadas. La orden de Ewing tuvo el efecto militar opuesto al que pretendía: en lugar de eliminar a las guerrillas, les dio acceso inmediato y prácticamente ilimitado a los suministros. Por ejemplo, los  bushwhackers pudieron ayudarse a sí mismos con las gallinas, los cerdos y el ganado abandonados cuando sus dueños se vieron obligados a huir. A veces se encontró que los ahumaderos contenían jamones y tocino, mientras que los establos a menudo contenían alimento para caballos.

## Derogación y legado de la orden
Ewing suavizó su orden en noviembre, emitiendo la Orden General No. 20, que permitió el regreso de aquellos que pudieran demostrar su lealtad a la Unión. En enero de 1864, el mando de los condados fronterizos pasó al general Egbert Brown, quien desaprobó la Orden No. 11. Casi inmediatamente la reemplazó con una nueva directiva, una que permitía a cualquiera que hiciera un juramento de lealtad a la Unión regresar y reconstruir sus hogares.
La controvertida orden de Ewing trastornó enormemente la vida de miles de civiles, la mayoría de los cuales eran inocentes de cualquier colaboración guerrillera. La evidencia no es concluyente si la Orden No. 11 obstaculizó seriamente las operaciones militares confederadas. No se llevaron a cabo redadas en Kansas después de su emisión, pero el historiador Albert Castel atribuye esto no a la Orden No. 11, sino al fortalecimiento de las defensas fronterizas y una Guardia Nacional mejor organizada, además de un enfoque guerrillero en las operaciones en el norte y centro de Misuri en preparación para Invasión del general Sterling Price en 1864.
La infame destrucción y el odio inspirados por la Orden No. 11 de Ewing persistirían en todo el oeste de Misuri durante muchas décadas mientras los condados afectados intentaban recuperarse lentamente.

## George Bingham y la Orden No 11
El artista estadounidense George Caleb Bingham, que era un unionista conservador y enemigo acérrimo de Ewing, llamó a la Orden No. 11 un "acto de imbecilidad" y escribió cartas en protesta. Bingham escribió al general Ewing: "Si ejecuta esta orden, lo haré infame con pluma y pincel", y en 1868 creó su famosa pintura que refleja las consecuencias del severo edicto de Ewing (ver arriba). Se dice que el exguerrillero Frank James, participante en la redada de Lawrence, Kansas, comentó: "Esta es una imagen que habla".  El historiador Albert Castel la describió como "arte mediocre pero excelente propaganda".

Bingham, que estaba en Kansas City en ese momento, describió los eventos:
Es bien sabido que los hombres fueron abatidos en el mismo acto de obedecer la orden, y sus carros y efectos se apoderaron de sus asesinos. Grandes trenes de vagones, que se extendían por las praderas por millas de longitud y avanzaban hacia Kansas, iban cargados con todas las descripciones de muebles domésticos y vestimenta de los habitantes exiliados. Las densas columnas de humo que se elevaban en todas direcciones marcaron las conflagraciones de viviendas, muchas de cuyas evidencias aún están por verse en los restos de chimeneas chamuscadas y ennegrecidas, erigidas como melancólicas monumentos de un despiadado despotismo militar que no perdonó ni la edad, ni el sexo, ni carácter, ni condición. La despiadada autoridad que los expulsó de sus legítimas posesiones no proporcionó ayuda ni protección a los habitantes desterrados. Se apiñaban por cientos a orillas del río Misuri, y estaban en deuda con la caridad de los benevolentes conductores de los barcos de vapor por el transporte a lugares seguros donde se les podía brindar ayuda amistosa sin peligro para quienes se aventuraran a contribuir.
Bingham insistió en que los verdaderos culpables de la mayoría de las depredaciones cometidas en el oeste de Misuri y el este de Kansas no fueron los bushwhackers pro confederados, sino más bien los Jayhawkers y los "Red Legs" a favor de la Unión, a quienes acusó de operar bajo la protección del propio general Ewing. Según Bingham, las tropas de la Unión podrían haber derrotado fácilmente a los Bushwhackers si se hubieran esforzado lo suficiente y hubieran ejercido la cantidad necesaria de coraje personal. [1] Albert Castel refuta las afirmaciones de Bingham, sin embargo, demostrando que Ewing hizo esfuerzos conspicuos para frenar a los Jayhawkers y detener la violencia en ambos lados. Además, argumenta que Ewing emitió la Orden No. 11, al menos en parte, en un intento desesperado por detener una incursión unionista planificada en Misuri con la intención de vengarse de la masacre de Lawrence, que sería dirigida por el propio senador de Kansas Jim Lane.
Más estudios indican que aunque el hijo de Bingham usó la pintura en 1880 para atacar a Ewing cuando se postuló para gobernador de Ohio, no resultó ser la influencia decisiva en la estrecha pérdida de Ewing. El presidente Rutherford Hayes, un amigo de la familia Ewing pero opositor político de la campaña de Ewing, instó a los republicanos de Ohio a no usar la pintura, ya que mostraría el sólido historial de guerra de Ewing contra el sur, lo que era contrario a su esfuerzo por mostrar a Ewing como un líder empresarial débil. y un repudiado en cuestiones de dinero duro / dinero blando. Esta beca más reciente revisa los relatos de los periódicos de Ohio sobre la campaña de 1880 e indica que Ewing, que se postuló como demócrata, enfrentó importantes desafíos de terceros y estaba tratando de derrocar a los republicanos durante una época de prosperidad económica, siempre una tarea política difícil, en mejor.